# ویروس موزائیک ذرت
ویروس موزائیک ذرت (نام علمی: Maize mosaic virus) نام یک گونه از تیره ویرویس‌های میله‌ای است.